# HD 176884
HD 176884，又名BD-19 5273，SAO 162130、HR 7203，是一颗恒星，视星等为6.05，位于銀經16.87，銀緯-11.12，其B1900.0坐标为赤經18h 57m 11.1s，赤緯-19° -11.12′ 23″。